# Conus trovaoi
Conus trovaoi is een in zee levende slakkensoort uit het geslacht Conus. De slak behoort tot de familie Conidae. Conus trovaoi werd in 2000 beschreven en benoemd door Rolán & Röckel. Net zoals alle soorten binnen het geslacht Conus zijn deze slakken roofzuchtig en giftig. Zij bezitten een harpoenachtige structuur waarmee ze hun prooi kunnen steken en verlammen.